# Zack e Cody sul ponte di comando
Zack e Cody sul ponte di comando (The Suite Life on Deck) è una serie televisiva sequel e spin-off di Zack e Cody al Grand Hotel. La serie si compone di tre stagioni. La serie, negli Stati Uniti è stata trasmessa a partire dal 26 settembre 2008 fino al 6 maggio 2011; in Italia è stata, invece, trasmessa a partire dall'11 gennaio 2009 fino al 26 novembre 2011. La serie viene replicata, dal 15 febbraio 2010 al 6 maggio 2011, su Italia 1, e, dal 13 marzo 2010, su Disney XD. In Italia la seconda stagione inizia dal 4 marzo 2010 e in replica nel dicembre 2010 su Disney XD; successivamente viene trasmessa in chiaro su Italia 1 dal 18 aprile 2011. La terza stagione inizia il 27 gennaio 2011 su Disney Channel e termina il 26 novembre 2011, sempre su Disney Channel. La serie non è più trasmessa, poiché l'ultimo episodio trasmesso negli USA risale al 6 maggio 2011.

## Trama
Zack e Cody Martin "abbandonano" l'hotel Tipton e viaggiano su una nave-scuola da crociera per frequentare un liceo di oceanografia insieme a London Tipton, supervisionati da Marion Moseby, insieme alla nuova professoressa Emma Tutweiller (sin dall'episodio 1x01). Al loro gruppo si aggiungono Bailey Pickett e Woody Fink (sin dall'episodio 1x01), Marcus Little (dall'episodio 2x09 fino all'episodio 3x06) e Maya Bennett (a partire dall'episodio 3x04).

## Episodi
| Stagione              | Episodi               | Prima TV USA | Prima TV Italia |
| --------------------- | --------------------- | ------------ | --------------- |
| Prima stagione        | 21                    | 2008-2009    | 2009            |
| Seconda stagione      | 28                    | 2009-2010    | 2010            |
| Terza stagione        | 22                    | 2010-2011    | 2011            |
| Zack & Cody - Il film | Zack & Cody - Il film | 2011         | 2011            |

## Personaggi

### Protagonisti
- Zack Martin, interpretato da Dylan Sprouse, doppiato da Mattia Nissolino.
- Cody Martin, interpretato da Cole Sprouse, doppiato da Manuel Meli.
- London Tipton, interpretata da Brenda Song, doppiata da Alessia Amendola.
- Bailey Pickett, interpretata da Debby Ryan, doppiata da Joy Saltarelli.
- Marcus Little, interpretato da Doc Shaw, doppiato da Gabriele Patriarca.
- Marion Moseby, interpretato da Phill Lewis, doppiato da Fabrizio Vidale.
- Woodrow "Woody" Fink, interpretato da Matthew Timmons, doppiato da Flavio Aquilone.

### Personaggi secondari
- Emma Tutweiller, interpretata da Erin Cardillo, doppiata da Ilaria Giorgino.
- Kirby Morris, interpretato da Windell D. Middlebrooks, doppiato da Roberto Stocchi.
- Maya Elizabeth Bennett, interpretata da Zoey Deutch, doppiata da Valentina Favazza.
- Addison De Wa, interpretata da Rachael Kathryn Bell;
- Dottor Blanket, interpretato da Michael Hitchcock;
- Moose (cameo in un episodio della prima stagione e nelle parti due e tre dell'episodio Accadde a Kettelcorn), interpretato da Hutch Dano;
- Carey Martin (cameo in un episodio della prima stagione, prima e ultima puntata della serie e nell'episodio "Scalo a Tokyo", episodio della terza stagione), interpretata da Kim Rhodes;
- Kurt Martin (cameo in un episodio della prima stagione, che, tra l'altro, era lo stesso di Carey), interpretato da Robert Torti;

## Ambientazioni
Molti episodi sono spesso ambientati all'interno della nave da crociera, anche se qualche volta l'ambientazione può variare a seconda dei posti del mondo in cui la nave si dirige, tra cui:
- Antartide in "Congelati" stagione 3 episodio 14
- Belgio in "Per chi è la festa?" stagione 3 episodio 8
- Galápagos in "Gertie delle Galapagos" stagione 1 episodio 8
- Grecia in "L'amuleto di Afrodite" stagione 1 episodio 7
- India in "La mamma e il santone" stagione 1 episodio 12
- Liechtenstamp (parodia del Liechtenstein) in "Maddie a bordo" stagione 1 episodio 13
- Monte Carlo in "La cura del silenzio" stagione 3 episodio 1
- Marocco in "Il genio della lampada" stagione 2 episodio 23
- New York in "Tornado" e "Diplomati sul ponte di comando" stagione 3 episodi 17,18,19 e 22
- Francia in "Litigi a Parigi" stagione 2 episodio 28
- Italia in "Tutti a Roma" stagione 1 episodio 14
- Argentina in "Il Salta-giorno" stagione 3 episodio 12
- Svezia in "Aringhe e antenati" stagione 2 episodio 13
- Thailandia in "La nonna di London" stagione 2 episodio 6
- Giappone in "Scalo a Tokyo" stagione 3 episodio 10
- Inghilterra in "Un caso per Cody Holmes" stagione 2 episodio 17
- Kansas in "Tornado" Stagione 3 episodi 17,18,19
- Brasile in "Il Natale di London" stagione 3 episodio 15
- Hawaii in "Doppio scambio" stagione 1 episodio 21
- New Orleans in "Zack e il fantasma" stagione 3 episodio 11
- Cile in "Moseby Dick" stagione 2 episodio 24
- Australia (solo nominata) in “Una bugia tira l’altra” stagione 2 episodio 15
- Germania (solo nominata) in “C’era una volta sul ponte di comando” stagione 2 episodio 20
- Norvegia (solo nominata) in “Litigi a Parigi” stagione 2 episodio 28

## Sigla
- La sigla originale si chiama Livin' The Suite Life. Nella versione italiana, la sigla si chiama Zack e Cody a bordo ed è cantata dal doppiatore Gabriele Patriarca.
- Per quanto riguarda il video, la sigla presenta scene inedite girate appositamente per essa, come il Sig. Moseby che gesticola con le bandiere nel cestello in cima all'albero maestro o Zack e Cody che fanno sci nautico attaccati alla poppa della nave (prima stagione) o Zack, Cody, Bailey, London e Moseby che, mettendo le mani una sopra all'altra, urlano come per darsi la carica a vicenda (seconda e terza stagione).
- Nella seconda e terza stagione, al contrario della prima, il video della sigla è diverso a seconda dell'episodio, visto che in alcuni episodi il personaggio di Marcus è presente e in altri no.

## Crossover
Sono stati prodotti due crossover di Zack e Cody sul ponte di comando:
- con I maghi di Waverly e Hannah Montana composto da tre episodi il cui titolo italiano è I maghi sul ponte di comando con Hannah Montana
- con I'm in the Band composto da un episodio della prima stagione di quest'ultima serie, con il titolo italiano Gli Iron Weasel vanno in crociera.

## Film
Zack & Cody - Il film (The Suite Life Movie) è un film per la televisione trasmesso in prima TV il 25 marzo 2011 su Disney Channel USA, mentre in Italia è stato trasmesso il 12 novembre 2011 sempre su Disney Channel Italia. È basato sulla serie Zack e Cody sul ponte di comando e ne riconferma il cast principale.